# Angraecum sambiranoense
Angraecum sambiranoense är en orkidéart som beskrevs av Rudolf Schlechter. Angraecum sambiranoense ingår i släktet Angraecum och familjen orkidéer. Inga underarter finns listade i Catalogue of Life.